# نيكولاس راميريز (لاعب كرة قدم)
نيكولاس راميريز (بالإسبانية: Nicolás Ramírez) (16 فبراير 1974 في المكسيك - ) هو لاعب كرة قدم مكسيكي في مركزي الوسط والدفاع. شارك مع منتخب المكسيك لكرة القدم. أما مع النوادي، فقد لعب مع سانتوس لاغونا وكروز آزول ونادي أطلس ونادي أمريكا ونادي باتشوكا ونادي بويبلا ونادي سيلايا ونادي موريليا الرياضي وطوروس نيزا.

## مسيرته الكروية
لعب نيكولاس راميريز خلال مسيرته الاحترافية مع 10 أندية في خمسة عشر موسمًا وسجل خلالها 15 هدفًا ضمن 281 مباراة. ولم يفز بأي موسم بالكأس وفاز في موسمين بالدوري.
خاض نيكولاس راميريز مسيرته مع نادي سانتوس لاغونا في موسم 1993–94 ليلعب معه ستة مواسم، مشاركًا في 120 مباراة سجل خلالها 9 أهداف. ثم انتقل إلى نادي كروز آزول في موسم 1998–99 لمدة موسم واحد، حيث شارك في 9 مباريات ولم يسجل أي هدف. لينتقل بعدها إلى نادي باتشوكا في موسم 1999–00 لمدة موسم واحد، مشاركًا في 8 مباريات ولم يسجل أي هدف أيضًا. ثم انتقل إلى نادي كلوب ليون في موسم 2000–01 لمدة موسم واحد، مشاركًا في 16 مباراة سجل خلالها هدفًا واحدًا. هذا وانتقل لاحقًا إلى Atlético Celaya ‏ في موسم 2001–02 لمدة موسم واحد، مشاركًا في 35 مباراة سجل خلالها هدفين. ثم انتقل بعدها إلى نادي بويبلا في موسم 2002–03 لمدة موسم واحد، مشاركًا في 35 مباراة سجل خلالها هدفين أيضًا. ليعود وينتقل من جديد، لكن هذه المرة إلى نادي موريليا الرياضي في موسم 2003–04 لمدة موسم واحد، مشاركًا في 21 مباراة ولم يسجل أي هدف. لينتقل بعدها إلى نادي أطلس في موسم 2004–05 لمدة موسم واحد، مشاركًا في 21 مباراة ولم يسجل أي هدف أيضًا.

## وصلات خارجية
- نيكولاس راميريز على موقع قاعدة بيانات كرة القدم.إي يو (الإنجليزية)
- نيكولاس راميريز على موقع ناشيونال فوتبول تيمز (الإنجليزية)